# Classe virtuelle
Une classe virtuelle est un environnement d'enseignement et d'apprentissage dans lequel les participants peuvent interagir, communiquer, voir des présentations et en discuter, et utiliser des ressources d'apprentissage tout en travaillant en groupes, le tout en ligne. Le support utilise souvent une application de vidéoconférence qui permet à plusieurs utilisateurs d'être connectés en même temps via Internet, ce qui permet aux utilisateurs de pratiquement n'importe où de participer.
Ainsi, la classe virtuelle recrée à distance les conditions d’une formation en salle traditionnelle. Grâce à ses outils interactifs et pédagogiques, elle permet d’organiser des formations à distance aussi efficaces que celles réalisées sur le terrain.